# Decretum Gelasianum
O Decreto Gelasiano (em latim: Decretum Gelasianum) é um texto atribuído ao Papa Gelásio I (492-496). Manuscritos sobreviventes do decreto possuem uma lista de livros da Bíblia que são como considerados como canônicos por um Concílio de Roma sob a autoridade do Papa Dâmaso I (366-383). 

## Conteúdo

### Capítulos:
1. Uma lista dos 7 dons do Espírito Santo como atributos de Cristo e dos títulos que são aplicados a Cristo;
2. Uma lista dos livros que compõem o Antigo e o Novo Testamento. A lista do Antigo Testamento contém, além dos livros da Bíblia Hebraica, todos os livros deuterocanônicos, exceto Baruque com a Carta de Jeremias. A lista do Novo Testamento contém os 27 livros padrão: 4 Evangelhos, Atos, 14 cartas de Paulo (incluindo Hebreus), Apocalipse de João e 7 Cartas Gerais (das quais 2 e 3 João são atribuídas ao "outro João, o mais velho" , e Judas para " Judas, o Zelote ".  O cânon das Escrituras do Decretum é idêntico ao cânon "católico" emitido pelo Concílio de Trento, exceto pela falta de Baruque com a Carta de Jeremias;
3. Um breve endosso da supremacia do Bispo de Roma sobre os outros bispos, citando a autoridade de Pedro, e uma declaração da ordem de precedência das três principais sedes episcopais: Roma, depois Alexandria, depois Antioquia;
4. Uma lista de escritos que devem ser "recebidos": os decretos dos primeiros 4 concílios ecumênicos, e os escritos dos Padres da Igreja e escritores eclesiásticos mencionados no capítulo, variando de famosos a obscuros (por exemplo Sedulius e Juvencus ). Notavelmente, sugere que embora a obra de Orígenes de Alexandria possa ser lida, ele pessoalmente deveria ser rejeitado como um "cismático";
5. Uma lista de escritos que "não devem ser recebidos": muitos evangelhos, atos, apocalipses e obras semelhantes dos primeiros cristãos que fazem parte do que conhecemos como os Apócrifos do Novo Testamento. Mencionados são: 
- Os Atos de André, de Tomé, de Pedro, de Filipe, e de Paulo e Tecla .
- Os Evangelhos de Matias, de Tiago, de Pedro, de Tomé, de Bartolomeu, de André, o Evangelho da Infância Siríaca e o Evangelho de Barnabé.
- Os Apocalipses de Paulo, Tomé e Estêvão .
- O Testamento de Jó, o Apócrifo de Janes e Jambres, os Lotes dos Apóstolos e as Cartas de Jesus a Abgar e de Abgar a Jesus .

## A lista
Uma vez que a lista contém citações de Santo Agostinho, que escreveu por volta de 416 d.C., é evidente que o título Incipit Concilium Vrbis Romae sub Damaso Papa de Explanatione Fidei, a chamada "Lista de Dâmaso", não tem valor histórico, ainda que o cânon ali representado seja o mesmo cânon do Concílio de Cartago (415, cânon 24).
O decreto inclui uma lista de obras julgadas apócrifas "pelo Papa Gelásio e setenta de seus bispos mais eruditos". Embora haja acordo de que as atribuições como apócrifas estejam de fato corretas, exceto por alguns apologistas mais tradicionais, talvez refletindo os setenta tradutores da Septuaginta e os setenta apóstolos enviados em Lucas, esta lista de libris recipiendis et non recipiendis ("de livros aceitos e não aceitos"), provavelmente originada no século VI d.C., representa uma tradição que monta até o Papa Dâmaso I e reflete a prática romana no desenvolvimento do cânon bíblico. Na lista de Evangelhos, a ordem é Mateus, Marcos, Lucas e João. Quatorze epístolas são atribuídas à Paulo, incluindo a Epístola a Filêmon e Hebreus. Das epístolas gerais, sete foram aceitas: duas de Pedro (I Pedro e II Pedro), uma de Tiago (I Tiago), uma do apóstolo João, duas de "João, o Presbítero" e uma de Judas.
O Decretum possui várias partes: a segunda parte é um catálogo dos livros cânonicos, e a quinta parte é um catálogo dos Livros Apócrifos e outros escritos, que devem ser rejeitados. 

## Visualização Tradicional
Durante anos, a visão comumente aceita foi que o Decretum Gelasianum era um decreto do papa Gelásio, contendo o texto de um cânon das Escrituras originalmente produzido pelo Concílio de Roma sob Dâmaso um século antes, e que esse cânon era idêntico ao “Cânon Católico”.
Por exemplo, o Dicionário Oxford da Igreja Cristã afirma: 
Um concílio provavelmente realizado em Roma em 382 sob São Dâmaso forneceu uma lista completa dos livros canônicos do Antigo Testamento e do Novo Testamento (também conhecido como 'Decreto Gelasiano' porque foi reproduzido por Gelásio em 495), que é idêntica à lista dada em Trento .
Da mesma forma, o apologista e historiador católico William Jurgens escreve: 
A primeira parte deste decreto é conhecida há muito tempo como o Decreto de Dâmaso e diz respeito ao Espírito Santo e aos sete dons. A segunda parte do decreto é mais conhecida como a parte inicial do Decreto Gelasiano, no que diz respeito ao cânon das Escrituras: De libris recipiendis vel non recipiendis . É agora comum afirmar que a parte do Decreto Gelasiano que trata do cânon aceito das Escrituras é uma obra autêntica do Concílio de Roma de 382 DC e que Gelásio o editou novamente no final do século V, acrescentando-lhe o catálogo dos livros rejeitados, os apócrifos . É agora quase universalmente aceito que estas partes um e dois do Decreto de Dâmaso são partes autênticas dos Atos do Concílio de Roma de 382 DC.
Alguns autores católicos afirmam que o Concílio de Roma de 382 fechou o cânon, e assim o cânon das Escrituras da Igreja Cristã é o "cânon católico", definido em 382 e posteriormente repetido em Trento. Assim, a Enciclopédia Católica: 
São Jerônimo, uma luz em ascensão na Igreja, embora apenas um simples sacerdote, foi convocado pelo Papa Dâmaso do Oriente, onde buscava a tradição sagrada, para ajudar em um sínodo eclético, mas não ecumênico, em Roma no ano 382. Nem o concílio geral de Constantinopla do ano anterior nem o de Nice (365) consideraram a questão do Cânone. Este sínodo romano deve ter-se dedicado especialmente ao assunto. O resultado das suas deliberações, presididas, sem dúvida, pelo próprio enérgico Dâmaso, foi preservado no documento denominado "Decretum Gelasii de recipiendis et non recipiendis libris", uma compilação parcialmente do século VI, mas contendo muito material datado de os dois anteriores. O catálogo Damasano apresenta o Cânone completo e perfeito que tem sido o da Igreja Universal desde então.
E a Catholic Answers, que afirma ser “a maior fonte mundial de explicações para as crenças e práticas católicas”, diz: 
Foi a Igreja Católica quem determinou o cânon – ou lista de livros – da Bíblia sob a orientação do Espírito Santo. ... O processo culminou em 382, quando o Concílio de Roma, que foi convocado sob a liderança do Papa Dâmaso, promulgou o cânone bíblico de 73 livros.

## Visualização moderna
Os estudiosos modernos geralmente concordam que o Decretum não é um documento papal, mas o trabalho de um escritor anônimo: 

### von Dobschütz
O Decreto de Gelásio (Decretum Gelasianum), que contém uma lista de livros canônicos, foi assim chamado porque foi anteriormente atribuído ao Papa Gelásio (no cargo de 492 a 496). Várias recensões do mesmo decreto também foram atribuídas ao anterior Papa Dâmaso (366-384) e ao posterior Hormisdas (514-523), ou aos concílios que eles presidiram. Mas durante o século passado a maioria dos estudiosos concordou com a conclusão de Ernst von Dobschütz de que todas as várias formas do decreto derivam do trabalho independente de um clérigo italiano anônimo no século VI. 
Da mesma forma, o Dicionário Oxford da Igreja Cristã diz: 
De acordo com Ernst von Dobschütz, não se trata de forma alguma de um decreto papal (seja de Dâmaso ou de Gelásio), mas de uma compilação privada que foi composta na Itália (mas não em Roma) no início do século VI. Outros estudiosos, embora aceitem esta data, pensam que ela se originou na Gália .
A obra de von Dobschütz mencionada acima é um exame de 1912 de todos os manuscritos do Decretum .  Conforme explicado por Burkitt em sua revisão do trabalho,  von Dobschütz mostrou que:
- todas as versões são derivadas da recensão de cinco capítulos, que é, portanto, a mais antiga.
- o primeiro capítulo da recensão de cinco capítulos contém uma citação de uma obra de Agostinho escrita cerca de 35 anos depois do Concílio de Roma de 382 e, portanto, a recensão damasina do Decretum não poderia ser um decreto desse Concílio: “... há uma citação de certa extensão de Agostinho em Joh. ix 7 (Migne, xxxv 146l). Como Agostinho escrevia por volta de 416, é evidente que o título Incipit Concilium Vrbis Romae sub Damaso Papa de Explanatione Fidei não tem valor histórico.”
- nem a recensão gelasiana pode ser um decreto de Gelásio, uma vez que nunca é mencionada em coleções posteriores de decretos.
- portanto, o Decretum “não é um decreto ou carta genuíno, seja de Dâmaso ou de Gelásio, mas uma produção literária pseudônima da primeira metade do século VI (entre 519 e 553)”.

### Hahnemann
Ao examinar o lugar do fragmento Muratoriano no desenvolvimento do cânone, Geoffrey Mark Hahnemann examinou o Decretum Gelasianum e chegou a uma conclusão semelhante. 
Primeiro argumento: Jerônimo silencia sobre a emissão de uma lista canônica pelo concílio de Roma em 382. “Parece altamente improvável que, se Jerônimo, que provavelmente esteve presente no concílio e certamente esteve em Roma, alguma vez tivesse ouvido falar de tal pronunciamento sobre livros canônicos, ele não deveria tê-lo mencionado em nenhum lugar, ou que isso não deveria ter qualificado suas próprias declarações sobre o Cânon. [...] No entanto, não há menção ou evidência de uma mudança de posição nas obras de Jerônimo. A autenticidade pelo menos do catálogo do Decreto Damasino é assim posta em causa.” 
Segundo argumento: o Decretum nunca é mencionado nos primeiros séculos seguintes ao Concílio de Roma de 382. 
- O Decreto Damasino não é mencionado em nenhum documento independente anterior a 840, cerca de três séculos e meio após a realização do concílio que supostamente o emitiu.
- Nem é mencionado por nenhum historiador eclesiástico daqueles séculos.
- Ao discutir o cânon, o papa Nicolau I, no século IX, menciona a carta de Inocêncio I (401-17), mas não qualquer decreto de Dâmaso, que, sendo anterior, seria mais importante.
- Os escritores posteriores do século IX que se referem ao documento sob o nome de Gelásio ou Hormisdas nunca se referem ao decreto de Dâmaso sobre o qual supostamente se baseia.
- A coleção mais antiga de cânones e decretos latinos, a de Dionísio Exiguus , começa com o sucessor de Dâmaso, Sirício , um papa obscuro, implicando assim que nenhum papa antes de Sirício emitiu decretos.

A conclusão de Hahnemann:  Tanto a versão Damasina quanto a versão Gelasiana do texto “foram escritas depois da época de Gelásio, e só mais tarde atribuídas a esses primeiros bispos de Roma”.

## Ver Também
- Papa Gelásio I
- Livros Canônicos
- Concílio de Roma